# Front voor Democratische en Socialistische Eenheid
Het Front voor Democratische en Socialistische Eenheid (Roemeens: Frontul Democrației și Unității Socialiste, FDUS) was een sociaal-politieke massaorganisatie in de Socialistische Republiek Roemenië die van 1980 tot 1989 bestond. Het FDUS was vergelijkbaar met soortgelijke mantelorganisatie in socialistische staten. In december 1989 werd het FDUS door de regering van het Front voor Nationale Redding verboden.

## Geschiedenis
In 1944 werd het Nationaal-Democratisch Front (FND) als bundeling van antifascistische partijen onder leiding van de Communistische Partij van Roemenië. Van 1946 tot 1948 werd Roemenië geregeerd door kabinetten van het FND. Na de communistische machtsovername in 1948 werden geleidelijk aan alle andere politieke partijen dan de communistische opgeheven, verboden of opgedoekt. Het FND nam de naam Democratisch Volksfront (FDP) aan. Naast de communistische partij waren er verschillende organisaties bij het het FDP aangesloten, waaronder de vrouwenbond, vakvereniging, de pioniersorganisatie en de communistische jeugdbeweging. Ook de Hongaarse Volksunie (MNSZ), het Joodse Democratische Comité (CDE) en andere belangenverenigingen voor etnische minderheden waren bij het FDP aangesloten. 
In 1968 werd de naam van het Democratische Volksfront gewijzigd in Front voor Socialistische Eenheid (FUS) en in 1980 werd de naam Front voor Democratische en Socialistische Eenheid (FDUS) aangenomen. Kandidaten voor verkiezingen op alle niveaus (van dorp tot parlement) dienden lid te zijn van het FDUS. Om gekozen te worden in een volksvertegenwoordiging was het niet verplicht om lid te zijn van de communistische partij (PCR), zo konden ook partijloze kandidaten in de volksvertegenwoordigende organen worden gekozen. Bij parlementsverkiezingen was er echter geen sprake van echte politieke pluriformiteit: men kon als kiezer slechts vóór of tégen de door de kiescommissie samengestelde lijst van FDUS-kandidaten stemmen.
Bij de presidentsverkiezingen was het de officiële taak van het FDUS om de kandidaat voor het presidentschap (d.i. Nicolae Ceaușescu) voor te dragen.

## Verkiezingsresultaten
| 1969                | 13.543.499 | 99,8 | 465 / 465 |
| 1975                | 14.715.539 | 98,8 | 349 / 349 |
| 1980                | 15.398.443 | 98,5 | 369 / 369 |
| 1985                | 15.375.522 | 97,7 | 369 / 369 |
| Bron: Nohlen et al. |            |      |           |

## Congressen
- 1e Congres: 1974
- 2e Congres: 17-18 januari 1980
- 3e Congres: 7-8 februari 1985